# ヴィクトール・クノール
ヴィクトール・クノール（Виктор Кнорре / Viktor Knorre, 1840年10月4日 - 1919年8月25日）は、ウクライナ出身でドイツ系の帝政ロシアの天文学者。1827年にムィコラーイウ天文台を創設したカール・フリードリヒ・クノールの息子である。
1871年ごろからベルリン天文台で働き、1876年から1887年にかけて4つの小惑星を発見した。